# ウォーリア級装甲巡洋艦
ウォーリア級装甲巡洋艦 (Warrior class cruiser) はイギリス海軍の巡洋艦。デューク・オブ・エジンバラ級の改正型。1906年、1907年に4隻が竣工。副砲が50口径19.1cm砲に変更されている。「コクラン」が1918年11月14日、リヴァプール、マージー川河口で荒天により沈没、「ナタル」が1915年12月30日、クロマーティで火薬庫の爆発事故により沈没、「ウォーリア」が1916年5月31日、ユトランド沖海戦で大破、翌日自沈と、第一次世界大戦中に3隻が失われた。

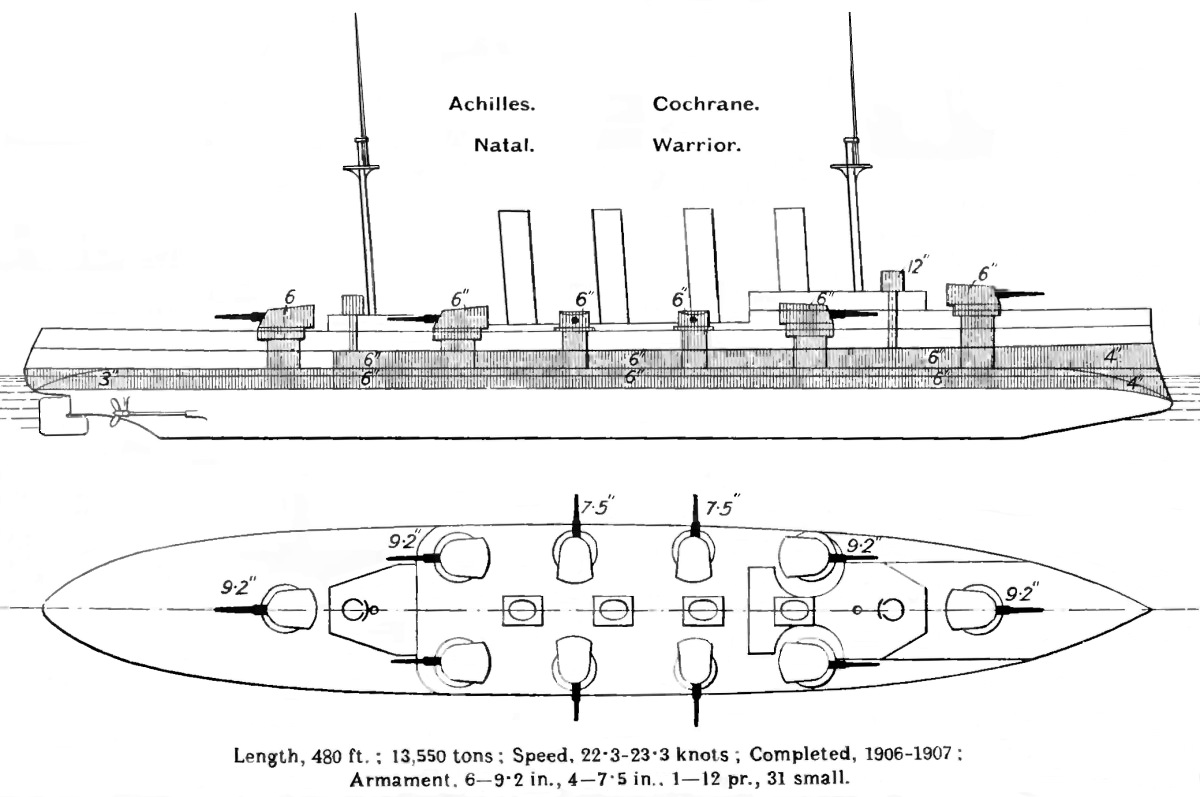
本級の武装・装甲配置を示した図

## 同型艦
- ウォーリア (HMS Warrior)
- アキリーズ (HMS Achilles)
- コクラン (HMS Cochrane)
- ナタル (HMS Natal)

## 参考図書
- 「世界の艦船増刊第46集　イギリス巡洋艦史」（海人社)
- 「Conway All The World's Fightingships 1860-1905」（Conway）